# 林幸司
林 幸司（はやし こうじ、1880年（明治13年）2月5日 – 1945年（昭和20年）5月23日）は、大日本帝国陸軍軍人。最終階級は陸軍少将。千葉県市川市長。

## 経歴
東京府出身。1905年（明治37年）に陸軍士官学校を卒業し、陸軍砲兵少尉に任官した。1932年（昭和7年）に陸軍少将に昇進。深山重砲連隊長、野戦重砲兵第2連隊長、基隆要塞司令官、野戦重砲兵第3旅団長などを歴任した。1935年（昭和10年）、予備役に編入。
その後、1942年（昭和17年）に市川市長に選出された。
その他、中島機械株式会社取締役を務めた。

## 栄典
位階
- 1904年（明治37年）5月17日 - 正八位[4]
- 1905年（明治38年）8月18日 - 従七位[5]
- 1910年（明治43年）9月30日 - 正七位[6]
- 1915年（大正4年）10月30日 - 従六位[7]
- 1920年（大正9年）11月30日 - 正六位[8]
- 1931年（昭和6年）2月2日 - 正五位[9]

勲章等
- 1940年（昭和15年）8月15日 - 紀元二千六百年祝典記念章[10]